# 林智文 (政治人物)
林智文，JP（1966年11月5日—），現任發展局副局長。

## 簡歷
林智文於1990年加入政府任職規劃署助理城市規劃師，並在1993年晉升為城市規劃師。直至2019年，他獲委任為政府城市規劃師。此外，他亦曾於規劃地政局和前民政事務局服務，他擁有香港大學理學士及理學碩士（城市規劃）學位。